# Incisivo centrale inferiore

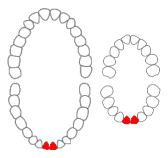
Incisivi centrali inferiori nella dentatura permanente (sinistra) e nella dentatura decidua (destra).

L'incisivo centrale inferiore è il primo dente dell'arcata dentaria. Mediamente l'elemento è lungo 22 mm, di cui 9 mm coronali e 13 radicolari, e ha un diametro mesiodistale piuttosto stretto (6.5 mm). Il rapporto corona/radice indica che è un dente dotato di un forte ancoraggio, per poter sopportare le funzioni masticatorie svolte.

## Disposizione e rapporti
L'incisivo centrale inferiore è l'unico dente (insieme all'omologo superiore) che mesialmente prende contatto con il lato mesiale di un dente contiguo: infatti la faccia che guarda verso il centro della bocca è adiacente a quella dell'incisivo centrale eterolaterale. Tale contatto è piuttosto alto, tra il terzo medio e il terzo coronale della corona. Con il tempo e con l'usura dei denti questo contatto diventa una superficie ellittica piuttosto allungata in senso corono-cervicale. Distalmente il contatto con l'incisivo laterale è ugualmente a livello del terzo incisivo.
È il dente più piccolo di entrambe le arcate.

## Morfologia coronale
Vestibolarmente (quindi frontalmente) è piuttosto simmetrico: il margine distale è comunque leggermente più corto del mesiale. Il margine incisivo dal suo centro si inclina lievemente per congiungersi con i margini dell'elemento. Superficialmente la faccia vestibolare è convessa e liscia percorsa da due depressioni, che partono dal margine incisivo, che danno origine a tre piccoli lobi di uguale grandezza. Vicino al colletto, quindi nel terzo cervicale, si notano delle rugosità dette creste cervicali, presenti in tutti gli incisivi, ma appena percettibili viste le modeste dimensioni di questo dente. 
Lingualmente (la faccia rivolta alla cavità orale) sono evidenti le creste marginali sui lati mesiale, distale, ovvero degli spessori maggiori dello strato di smalto a contorno dell'elemento. Medialmente e cervicalmente è appena accennato un cingolo o tallone.
Distalmente e mesialmente l'elemento non presenta grosse differenze, con il margine vestibolare decisamente convesso per i 3/4 coronali, ed il linguale concavo fino al terzo cervicale dove il cingolo determina una convessità. Il margine incisivo è spostato lingualmente.
Occlusalmente si presenta con una forma ovoidale, con asse lungo vestibolo-linguale: la porzione vestibolare mostra la convessità della faccia vestibolare medesima; la porzione occlusale mostra il cingolo, in posizione mediana. Nella sua complessità è quindi un elemento piuttosto snello.

## Morfologia radicolare
L'incisivo centrale inferiore è monoradicolato: il tronco radicolare è per la metà coronale cilindrico, poco più stretto della corona; a metà si assottiglia bruscamente per affievolirsi fino all'apice, curvando distalmente nel 53% dei casi, oppure dritto nel 30%. La radice è attraversata da un unico canale radicolare nel 99.9% dei casi; nel 10% dei casi dal canale principale si dipartono canali laterali, nel 12% dei casi le ramificazioni sono solo apicali.
Nel dente giovane la polpa è molto ampia, specialmente in senso vestibolo-palatale. Col passare del tempo, la apposizione di dentina terziaria riduce la cavità pulpare tendendo ad arrotondarne la sezione.

## Odontogenesi
La calcificazione della corona inizia verso i 10 mesi e viene completata verso i 4-5 anni. Il dente erompe verso gli 8 anni, sostituendo il deciduo, e la rizogenesi è completata entro gli 11 anni.
Il deciduo erompe verso i 6 mesi.